# تقویت‌کننده نوری

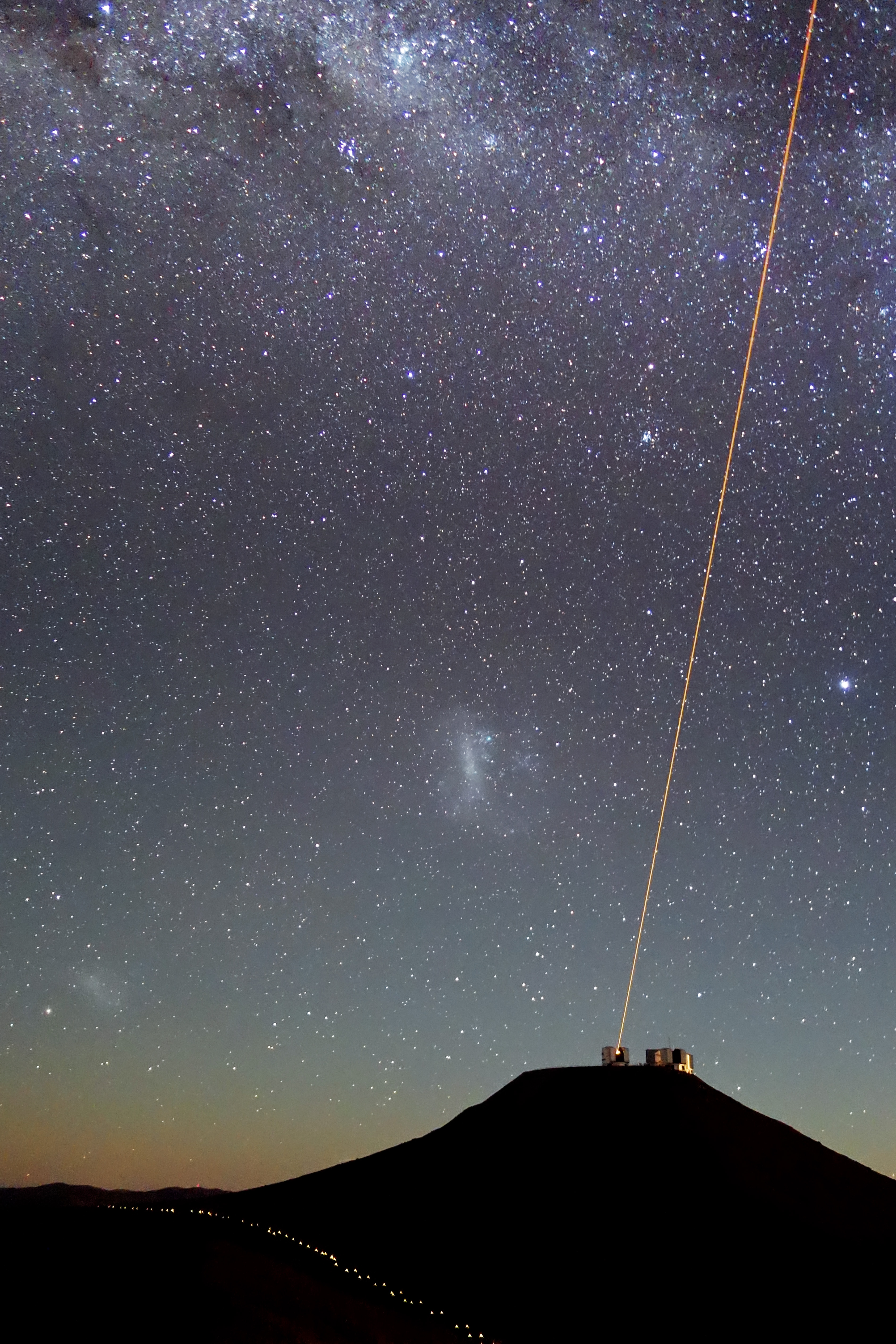

تقویت‌کنندهٔ نوری (Optical amplifier) وسیله‌ای است که سیگنال نوری را - بدون نیاز به تبدیل آن به سیگنال الکتریکی - تقویت می‌کند. تقویت‌کنندهای نوری در مخابرات نوری و فیزیک لیزر کاربرد فراوانی دارند.

## تقویت‌کنندهٔ نوری لیزری
به‌طور کلّی هر مادهٔ فعال که دارای ناحیهٔ بهره باشد و بتواند نور لیزری ایجاد کند را می‌توان به گونه‌ای پمپ کرد که یک سیگنال نوری در همان طول موج لیزر را تقویت کند. چنین تقویت‌کننده‌های نوری به‌طور گسترده‌ای برای ساخت سامانه‌های لیزری توان بالا استفاده می‌شوند.

## تقویت‌کنندهٔ نوری نیمه‌رسانایی (SOA)
تقویت‌کننده‌های نوری نیمه‌رسانایی گونه‌ای از تقویت‌کننده‌های نوری هستند که برای تولید بهره از مواد نیمه رسانا استفاده می‌کنند. این تقویت‌کننده‌های نوری ساختاری شبیه به دیودهای لیزری فابری-پرو دارند با این تفاوت که در لبه‌های ناحیه بهره از طراحی ضد-بازتاب استفاده می‌شود تا ساختار به جای لیزر، تقویت‌کننده بشود. در طراحی‌های نوین با استفاده از پوشش‌های ضد بازتاب و موج‌بر کج می‌توان بازتابش نور از دو سطح انتهایی را به کمتر از ۰.۰۰۱% کاهش داد. این کار باعث هدر رفتن توان نور از درون حفره می‌شود، و از آن جا که اندازهٔ این تلفات بیشتر از میزان تقویت سیگنال درون حفره است، این طراحی مانع از ایجاد نوسان درون حفره و کار کرد این ساختار به صورت لیزر می‌شود.
این قطعات که بر اساس باز ترکیب الکترون-حفره در مواد نیمه رسانا کار می‌کنند وظیفه اصلی تقویت مستقیم سیگنال نوری را بر عهده دارند. این تقویت‌کننده‌ها که اغلب به صورت الکتریکی یا با لیزر توان پایین پمپ می‌شوند همانند لیزرهای حفره عمودی نشرکننده از سطح (VCSEL)ها دارای ابعاد کوچکی هستند. ویژگی اصلی این قطعه این است که در آن ترکیب هر چهار پدیده اپتیک غیر خطی به کار گرفته می‌شود که همین امر نیمه رساناها را به عنوان اجزای اصلی برای فرایندهای سیگنال نوری تبدیل میکند.
برای توان خروجی بالا، تقویت‌کننده‌های نوری با ساختار مخروطی استفاده می‌شود. در محدوده طول موج 633 نانومتر به 1480 نانومتر است .